# Dieci martiri di Creta
I Dieci martiri di Creta sono un gruppo di santi, menzionati nel Martirologio Romano, vissuti nel III secolo e uccisi durante la persecuzione dell'imperatore Decio (249-251).

## Vita e martirio
Fonti storiche abbastanza attendibili hanno sostenuto la vera esistenza di questi santi: oltre ad una "passio" greca molto antica, anche una solida tradizione locale diffusa a Gortina testimonia il loro culto ben radicato da secoli.
Il racconto della passio si apre con la cattura, a Gortina, sull'isola di Creta, di dieci uomini, esplicitamente nominati; i prigionieri erano Teodulo, Saturnino, Euporo, Gelasio, Euniciano, Zotico, Ponzio, Agatopo, Basilide ed Evaristo (nomi citati anche nel Martirologio Romano). Riconosciuti come cristiani, probabilmente in seguito ad un editto contro di essi promulgato da Decio, i dieci vennero rinchiusi in carcere. In prigione, essi vennero picchiati crudelmente e presi a sassate e, trascinati di fronte al governatore del posto, costretti a compiere un sacrificio all'interno del tempio della dea Fortuna, dato che in quel giorno ricorreva la sua festività.
Al loro ennesimo rifiuto, i dieci vennero sottoposti a nuovi tormenti finché la folla, mossa a compassione dalle loro ferite e torture, li invitò ad obbedire al governatore. Anziché temere, i santi diedero una prova tangibile della loro fermezza, rispondendo: «Piuttosto moriremmo mille volte».
Il governatore non vide quindi altra soluzione se non nella pena capitale: sicché il gruppo venne condotto verso luogo del martirio, mentre pregava Dio di avere pietà del genere umano e di concedere l'abbandono dell'idolatria da parte dei loro concittadini. Al termine delle loro preghiere, vennero tutti decapitati.

## Culto
I corpi dei dieci santi vennero probabilmente trasferiti a Roma, capitale dell'impero.
Il giorno dedicato alla loro memoria liturgica è il 23 dicembre.
Dal Martirologio Romano: «A Górtina nell'isola di Creta, santi dieci martiri, Teodúlo, Saturnino, Eupóro, Gelasio, Euniciano, Zótico, Ponzio, Agatópo, Basílide ed Evaristo, che, durante la persecuzione dell'imperatore Decio, per essersi rifiutati pubblicamente di obbedire all'ordine di offrire sacrifici nel giorno della dedicazione del Tempio della Fortuna patirono i supplizi e morirono, infine, decapitati».